# Pelikanslingan

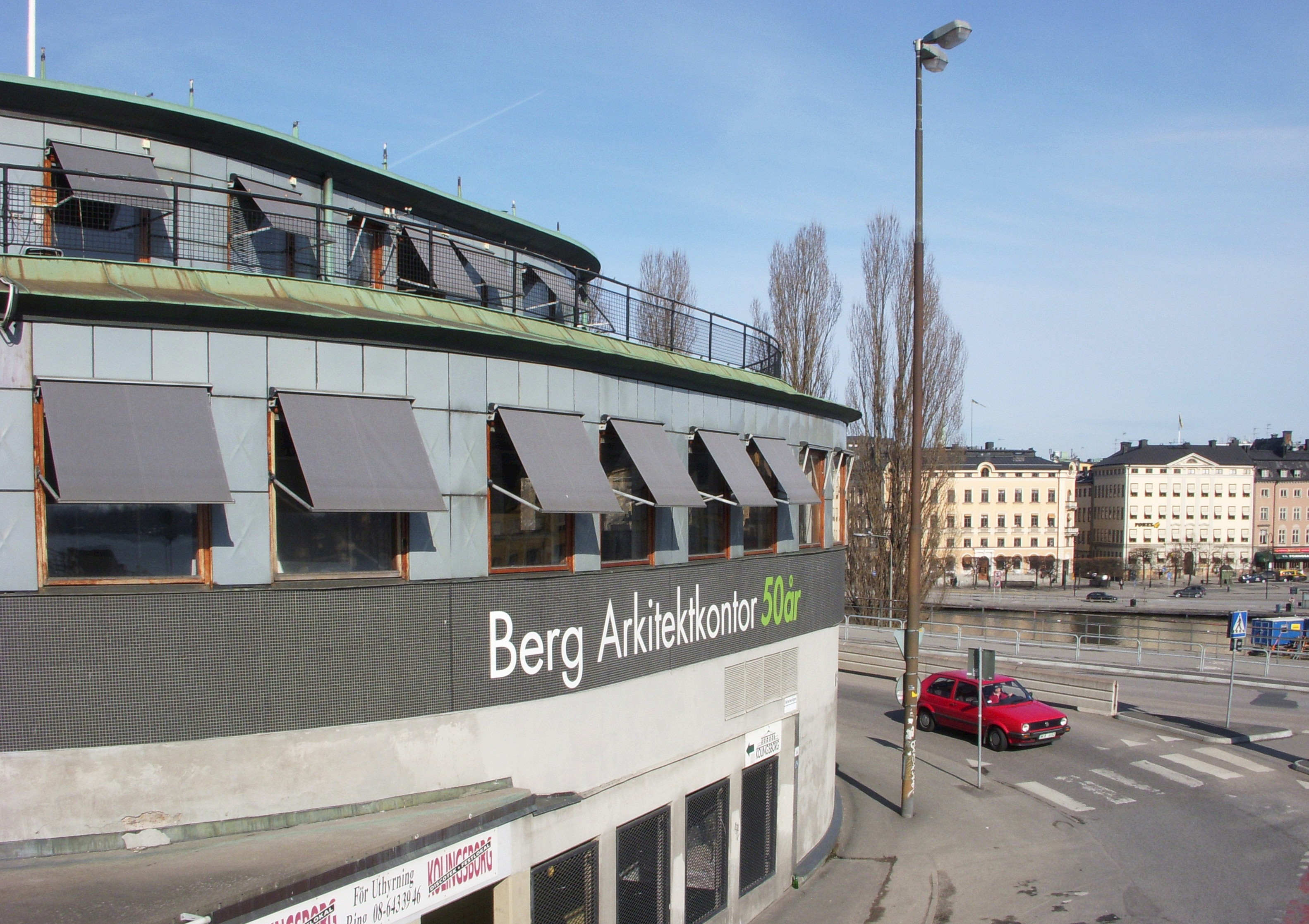
Pelikanslingan nedanför Kolingsborg.

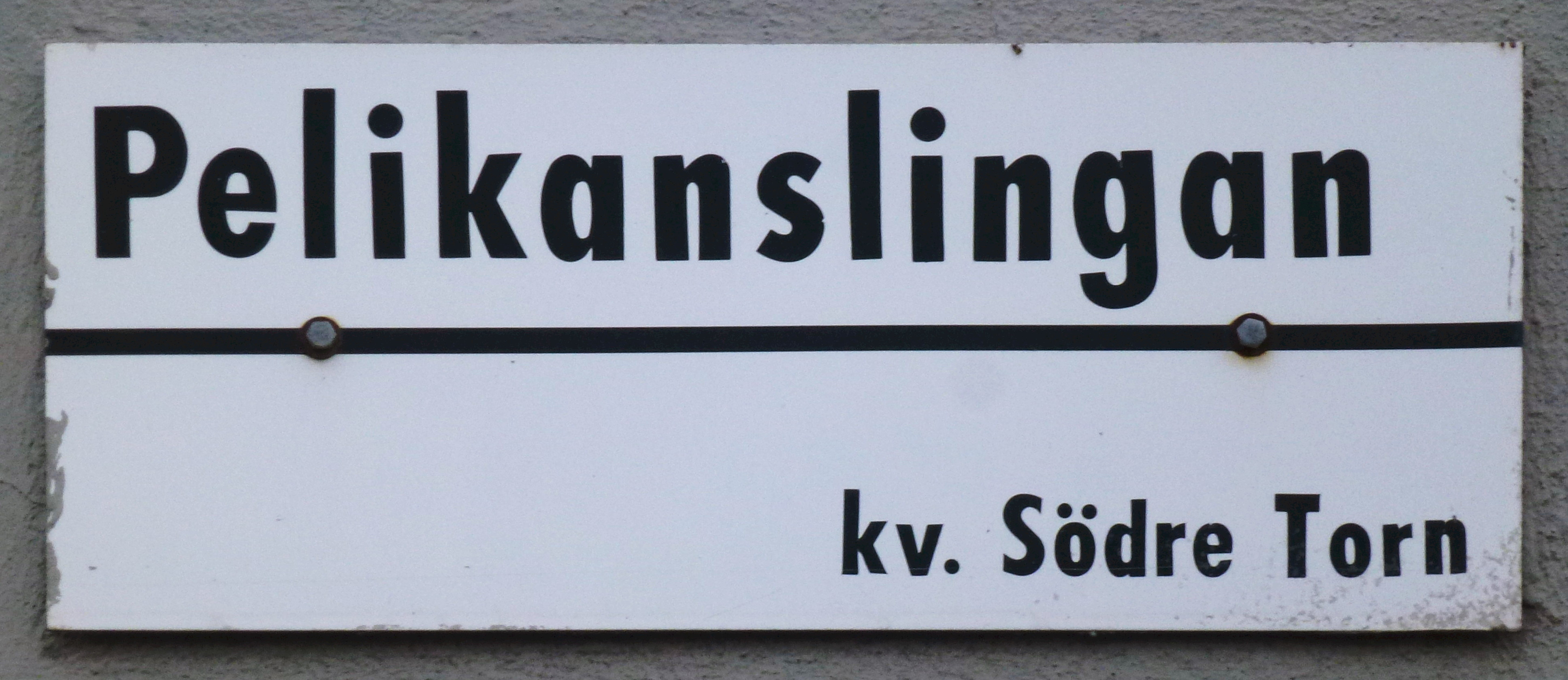
Pelikanslingan, gatuskylt.

Pelikanslingan (ursprungligen Västra slingan) var en av slingorna i Slussens trafikplats på norra Södermalm i Stockholms innerstad.

## Namnet
Trafikapparaten Slussen hade tre slingor: Norra, Södra och Pelikanslingan. Den senare var den ursprungliga Västra slingan som 1935 fick detta namn. Begreppet Västra slingan användes under Slussens projekterings- och byggtid. Namnet Pelikanslingan härrör från Restaurang Pelikan som låg på Brunnsbacken 4 och revs 1931 i samband med bygget för Slussen. Pelikanslingans södra del går ungefär där byggnaden med Restaurang Pelikan låg.

## Beskrivning
Pelikanslingan var enkelriktad och gick i en mjuk högerkurva från Skeppsbron (som här bytte namn till Södermalmstorg) ner till Katarinavägens sydgående trafik. Mitt i slingan låg kvarteret Södre Torn (se Söderport) och här stod mellan åren 1954 till 2015 Kolingsborg som upptog hela kvarteret. I samband med bygget av Kolingsborg breddades Pelikanslingan. Under Pelikanslingan passerade gångtunneln Gula gången. Pelikanslingan, liksom alla övriga slingor i slussenkarusellen, att försvann under ombyggnaden av Slussen i Projekt Slussen.